# Костолачки басен
Костолачки угљени басен, у најширем смислу, захвата подручје између реке Мораве на западу, голубачких планина на истоку, реке Дунав на северу и реке Ресаве и града Свилајнца на југу. Овај басен се простире на површини од око 400 km². На том простору утврђене су богате резерве лигнита, мрког и каменог угља. Костолачки угљени басен, у ужем смислу, обухвата подручје општине Пожаревац. Руда угља је истражена и доказана на подручјима Костолца, села Дрмна, Кленовника, Ћириковца и Пољане. Овај басен простире се на површини од 100 km².

## Општи део
Костолачки рударско-енергетски басен, са актуелним лежиштима и рудницима угља (“Дрмно”,“Ћириковац”, “Кленовник”) и термоелектранама А и Б (у Костолцу и Дрмну) налази се северно од Пожаревца.Лежиште угља Дрмно захвата атар села Дрмно по коме је добило име, али такође и део атара суседних села Брадарца и Кличевца. Површински коп “Дрмно” налази се североисточно од села Дрмно. Лежиште „Дрмно“ са Пожаревцом и Костолцом повезују асфалтирани путеви – од око 18 км до Пожаревца и око 4 км до Костолца.

### Географски положај и саобраћајне прилике
Од Пожаревца се гранају бројне регионалне и локалне друмске саобраћајнице од којих су, поред новог приступног пута за аутопут Београд – Ниш, значајнији путеви ка: Осипаоници, Свилајнцу, Петровцу и Жагубици, Великом Градишту и Голупцу, Костолцу, Забели и Дубравици.Знатне су могућности железничког транспорта пругама за јавни саобраћај и индустријским пругама. Пругом преко Мале Крсне Пожаревац је повезан са Београдом (преко Колара и Малог Пожаревца и преко Смедеревске Паланке и Младеновца), затим са Смедеревом, па Нишом, Крагујевцом и Краљевом, као и са местима на тим правцима. Лежиште „Дрмно“ је пођеднако удаљено од три веће реке: Дунава, Велике Мораве и Млаве. Повољне су могућности за коришћење пловних путева преко пристаништа на Дунаву (Дубравица и Костолац) и новоизграђеног пристаништа на Великој Морави. Ипак, транспорт бродовима и шлеповима, који је у принципу најјефтинији и уз коришћење контејнера најповољнији, нарочито за дуже релације, користи се најмање. Пожаревац има развијене и друге видове комуникационих веза – телефонско-телеграфске, радио, итд. Костолачке термоелектране укључене су у високонапонски (400 кВ) далеководни прстен за пренос електричне енергије.

### Морфолошке одлике лежишта
Морфолошко-хидролошке и климатске карактеристике Костолачког рударско-енергетског басена могу се генерално оценити као релативно повољне за површинску експлоатацију угља. Морфолошке карактеристике омогућиле су формирање копова који су у пределу Пожаревачке греде делом брдског, а делом дубинског типа (П.К. “Костолац”, “Кленовник” и “Ћириковац”), док је у Стигу (П.К. “Дрмно”) било могуће формирати само коп дубинског типа. Шире подручје Костолачког басена је равничарско, са ниским разуђеним побрђем терасног карактера. Истичу се равнице Стиг, Подунавље и Доње Поморавље и два гребена – Пожаревачка греда и Божевачка коса. Гребени се пружају правцем север-југ, скоро паралелно. Западни гребен (Пожаревачка греда) је нижи и ужи, а налази се у центру предметног подручја. Од села Кличевца и Речице постепено се уздиже и пружа према југу ка све ширем побрђу. На самим гребенима ерозијом је усечено (углавном у лесу) више већих и мањих јаруга (“прокопа”), са субвертикалним странама висине и до 20 м.Савремена морфологија терена знатно се изменила. У ширем домену Пожаревачке греде на промену морфологије терена највећи утицај има површинска експлоатација угља (П.К. “Дрмно”, “Кленовник” и “Ћириковац”, са одлагалиштима откривке и пепела, односно шљаке из ТЕ). Слично је и са променама рељефа у првобитно равном Стигу – јужно и источно од П.К. “Дрмно”. Велика Морава, а делом и Млава биле су типичне равничарске реке са честим променама корита, великим бројем меандара, мртваја и старача. Савремена морфологија у том делу терена је измењена, као последица регулације корита и услед експлоатације шљунка.
Прби угљени слој је највиши,обухвата крајњи северни део Пожаревачке греде,од села Кленовник до Дунавца.У другим деловима басена први угљњни слој је ероѕијом уништен и уклољен.Дебљина иѕноси око 14м.Слој је компактан,са тањим прослојцима црне угљевите глине,дебљине 0,4м.

Основни параметри квалитета угља у Костолцу по јамама и слојевима

| Параметри аналиѕе | Костолац,слој I | Ћириковац,слој II | Дрмно,слој III |
| ----------------- | --------------- | ----------------- | -------------- |
| Влага %           | 41,18-34,34     | 43,00-48,00       | 44,00-45,50    |
| Пепео %           | 15,33-23,53     | 13,00-18,00       | 17,00-18,00    |
| Укупан сумпор %   | 1,01-1,15       | 0,58-2,79         | 0,56-1,96      |
| ДТЕ,кЈ            | 9,205-8,308     | 8,160-8,577       | 7,740-8,577    |

### Климатске карактеристике
Подручје лежишта Дрмно, као део јужног обода Панонског басена има умерено континенталну климу у којој су наглашени степско–континентални климатски утицаји суседног Баната. Одлике ове климе су хладније зиме и топлија лета. Релативна близина улаза у Ђердапску клисуру утиче да кошава, чија брзина понекад прелази 90 km/h, има знатно дејство на климу. Ово подручје има око 100 ветровитих дана годишње. У оквиру П.К. "Костолац" од 1987. године функционише мерна станица за регистровање падавина и температуре. Према подацима са ове станице, просечна годишња количина воденог талога износи 600–640 мм. Најбогатији падавинама је месец мај са 120 л/м2, а најсиромашњији септембар са 40 л/м2. Карактеристике поднебља су и врло суве зиме са мало снежних падавина. Средња годишња температура ваздуха у ширем подручју износи 10,9 °C, а средња годишња амплитуда колебања температуре износи 21,3 °C. Најхладњији месец је јануар са просечном температуром од -0,1 °C, а најтоплији јули са просечном температуром 21 °C. Најнижа дневна температура од -30,8 °C забележена је 17.ИИ.1956. године, а највиша од +40 °C 16.ВИИ.1952. године.

## Геологија лежишта

### Истраживање и оконтурење лежишта
Лежиште “Дрмно” налази се у источном делу Костолачког угљеног басена, тј. источно од реке Млаве и захвата површину од око 50 km². Источна и јужна граница лежишта су природне, тј. предодређене геолошким условима (исклињење и ерозија). Северну границу лежишта представља река Дунав мада се угљени слој континуирано простире испод Дунава и прелази у лежиште Ковин. Североисточна граница према Дунаву и селу Кличевац је одређена на бази недовољног броја истражних радова. Западна граница је вештачка и поклапа се са источном границом суседног лежишта (експлоатационог поља) - Ћириковац, дуж профилске линије К док се према Дунаву граница пружа дуж профилске линије ΙΔ. Прве истражне бушотине на простору Костолачког басена рађене су осамдесетих година XIX века. У дугом временском периоду извођења истражних радова могу се издвојити следеће фазе истраживања:
− I фаза: од 1951. до 1969. год.
− II фаза: од 1976. до 1995. год.
− III фаза: од 1996. до 2003. год.
− IV фаза: од 2004. до 2008. год.
Током бушења узимани су поремећени и непоремећени узорци тла и узорци угља за лабораторијска испитивања. На поремећеним узорцима рађене су анализе гранулометријског састава, а на непоремећеним је поред гранулометријског састава одређивана запреминска тежина, специфична тежина, Аттербергове границе консистенције, опити смицања и опити стишљивости. На непоремећеним узорцима угља одређени су: запреминска тежина, влажност, чврстоћа на притисак, чврстоћа на истезање и опити смицања. Укупно су обрађена 1102 узорка од чега у лесу 533 узорка, повлати 148 и 421 узорак у подини ИИИ угљеног слоја. У угљу је обрађено укупно 119 узорака. На основу резултата лабораторијских испитивања урађен је шематски пресек лежишта у коме је издвојено 6 комплекса који по својим геомеханичким, физичко-механичким и рударско-технолошким карактеристикама представљају одређене целине у геолошкој конструкцији терена: подинске глине, угаљ, повлатне песковите глине, песак, шљунак, лес и барски лес.

### Основне геолошке карактеристике лежишта
Најстарије творевине у ширем подручју су старопалеозојски кристаласти шкриљци откривени код Рама инабушени у подини неогених наслага при истраживању нафте у Сиракову. Преко ових кристаластих шкриљаца трансгресивно и дискордантно леже горњомиоценске – сарматске и угљоносне панонске наслаге. Изнад панона наталожене су творевине понта са слојевима угља, које су најзначајније у геолошко-економском погледу. Са сигурношћу је палеонтолошки документован виши угљоносни портаферијски подкат понта. Слатководне левантијске творевине, представљене алувијалним шљунковима и песковима леже дискордантно преко панона и понта. У току квартара стварани су делувијално-пролувијални застори, барске наслаге, формације леса, речних тераса и алувијално-пролувијалних седимената. У ширем подручју Костолачког басена налазе се творевине које се, са структурно-тектонског аспекта, могу уврстити у три крупна комплекса: пребасенски, басенски и постбасенски. За неогену подлогу везана су лежишта техничког грађевинског камена; за контакт подлоге и неогена везана су лежишта нафте и гаса; за неогене наслаге лежишта угља, а у квартару су настала лежишта тресета,цигларске земље, и грађевинских материјала (шљунка, песка, бранда).

## Спољашне везе
1. ↑  „Костолац”. Архивирано из оригинала 30. 05. 2017. г. Приступљено 19. 05. 2017.